# (88906) Moutier
(88906) Moutier est un astéroïde de la ceinture principale.

## Description
(88906) Moutier est un astéroïde de la ceinture principale. Il fut découvert le 11 octobre 2001 à Vicques par Michel Ory. Il présente une orbite caractérisée par un demi-grand axe de 2,47 UA, une excentricité de 0,18 et une inclinaison de 8,7° par rapport à l'écliptique.

## Compléments